# Clifford Antone
Clifford Jamal Antone (* 27. Oktober 1949 in Port Arthur, Texas, USA; † 23. Mai 2006 in Austin, Texas, USA) war der Gründer des Bluesclubs Antone’s in Austin, Texas, und des unabhängigen Plattenlabels Antone’s Records and Tapes sowie ein Mentor von Stevie Ray Vaughan, Jimmie Vaughan, Kim Wilson und Gary Clark junior und zahlreicher anderer Musiker.

## Biografie
Antone wurde in Port Arthur, Texas, in einer Familie libanesischer und syrischer Herkunft geboren. Antone zog Ende der 1960er Jahre nach Austin und besuchte die University of Texas at Austin. Eine Verhaftung wegen Marihuana-Schmuggels führte dazu, dass er das Studium abbrach. Antone hegte eine Leidenschaft für den Chicago Blues und gründete 1975 im Alter von 25 Jahren einen Bluesclub, Antone’s, der bis zu seinem Tod mehrmals umzog. Clifton Chenier, Fats Domino, John Lee Hooker, Delbert McClinton, Pinetop Perkins, Muddy Waters, Albert Collins, Jimmy Reed, Clarence Gatemouth Brown, B. B. King, Sue Foley, Gary Clark junior und viele andere namhafte Bluesmusiker sind dort aufgetreten.
Antone saß 1984 und 2000 wegen Drogendelikten im Gefängnis. 1987 gründete er ein Plattenlabel, Antone’s Records and Tapes (später umbenannt in Antone’s Records). Außerdem eröffnete er Antone’s Record Shop, einen auf Blues- und Roots-Musik spezialisierten Plattenladen.
Antone unterstützte notleidende Musiker und ihre Familien und organisierte Hilfe zum Beispiel für Kinder und Opfer des Hurrikans Katrina. Er hielt Vorträge über die Geschichte des Blues an der University of Texas und an der Texas State University.
Clifford Antone starb am 23. Mai 2006 im Alter von 56 Jahren in Austin, Texas.
1985 wurde Antone in die Austin Music Hall of Fame aufgenommen, 2009 postum in die Blues Hall of Fame und 2010 in das Austin Music Memorial.